# ひとひらの花
『ひとひらの花』（ひとひらのはな）は、日本のショートムービー。
監督・脚本は、田中壱征。2020年6月に本撮影開始し、2022年7月末に完成した日本映画（中編オムニバス）。
スペースキューブにて、2022年９月25〜10月2日に期間上映。

## 登場人物
- 佐々木裕之（ヒロ先輩） -  高校卒業後、歌手を目指し地元を離れた。  初恋の女性エナと別々の道を歩むことになるが、  10年後にまた必ず再会するという  約束を交わした。  日々東京で生活の為に  仕事、歌手活動に打ち込む中、  エナとの再会の約束を果たしに、  車で、10年前の記憶と共に  母校の思い出の教室に到着する。

- エナー -  いつも、幼馴染ヒロの考えの 一歩先をゆく、エナ。  それは、ヒロを想う気持ちがあるが故の  行動だったことに気づく。  しかし、高校卒業後、  夢を追うヒロの背中を後押しし、  離れ離れになってしまう。  「10年後にまた会おう。」  この言葉を信じ、  エナは懸命に仕事を頑張った。  約束の日、  想い出の教室で、2人きり、  10年の時を経て、  あの日の青春が蘇る。

## キャスト
Vol.1
- ケニー大倉- 佐々木ひろ
- 愛梨 - ゆきこ

Vol.2
- ケニー大倉 - 佐々木ひろ

Vol.3
- 村上隆文 - たける
- 浪江倫子 - ゆきこ

### レギュラー
- 市川博樹 - 大竹耕三
- 山田順子 - 大塚アメ
- 大坪雅幸 - 花崎健

## スタッフ
- プロダクション - ラーズフルクリエーション株式会社、Nakatsuru Boulevard Tokyo
- プロデューサー - 鈴木満、石津利昭
- 製作総指揮 - 田中壱征
- 監督 - 田中壱征
- 原作・脚本 - 田中壱征
- 制作 - 大原誠弍
- 撮影 - 野田雅之
- 編集 - 野田雅之
- 主題歌 - 「灯り」田中龍